# Nova Piam
Nova Piam é um bairro do município brasileiro de Belford Roxo.  É onde se localizam a Vila Olímpica de Belford Roxo  e a Casa Da Cultura de Belford Roxo   ; a Comunidade Católica de Cristo Libertador (uma das quatro que fazem parte  da Paróquia São João Batista) e o Centro Educacional Nova Piam (localmente - bem - conhecido, como CENP ). Passa, por esta região, o Rio Botas.
Onde também os jovens se reuniam nas madrugadas, muitas vezes se deslocando de outros bairros para demoradas conversas e se divertir abessa, algumas vezes com uma das partes sem parte das roupas, o que em outras regiões do Rio de Janeiro acabaria em troca de fluidos, nessa região peculiar da baixada fluminense isso nao ocorria, eram horas a fio que as meninas ouviam os rapazes falar de tudo que tinham em suas mentes e corações sem risco algum de haver relações entre eles.